# Большое дело
«Большое дело» (англ. The Big Hit) — американский фильм 1998 года в жанре комедийного боевика, снятый режиссёром из Гонконга Кирком Вонгом. Премьера фильма состоялась в США 24 апреля 1998 года. Главные роли сыграли Марк Уолберг, Лу Даймонд Филлипс, Кристина Эпплгейт, Букем Вудбайн, Антонио Сабато мл., Чайна Чоу и Эллиотт Гулд.
Помимо прочего, съёмки фильма проводились в канадских городах Гамильтоне и Пикеринге.

## Сюжет
Мелвин Смайли (Марк Уолберг) живёт двойной жизнью: с одной стороны, он наёмный убийца, работающий на требовательную и любящую унижать его Шантель (Лела Рошон), с другой — обычный парень, который встречается с Пэм (Кристина Эпплгейт), которая не подозревает, чем он зарабатывает на жизнь. Мелвин своего рода мальчик для битья, который пытается уважить даже малейшие желания Шантель, даже самые дорогостоящие, но в то же время он не может отказать, если кто-либо из коллег занимает у него денег. Возможно, из-за низкой самооценки и трудностей с самоутверждением в ранних сценах он часто показан пьющим Maalox, средство от язвы.
Почувствовав, что им мало, главарь банды Перис (Эвери Брукс) заплатил им за последнее устранение. Команда Смайли, состоящая из Циско (Лу Даймонд Филлипс), Кранча (Букем Вудбайн), Винса (Антонио Сабато мл.) и Гампа (Робин Данн), берёт работу на стороне и похищает Кейко Ниси (Чайна Чоу), несовершеннолетнюю дочь местного магната в сфере электроники Дзиро Ниси (Саб Шимоно) с целью получения солидного выкупа. Они не подозревают, что Дзиро Ниси недавно стал банкротом, а Перис является крёстным отцом девочки. Мелвин, которого посвятили в планы, вынужден держать связанную заложницу у себя дома, скрывая её от Пэм и её родителей, когда те приехали к нему на ужин. Мелвину становится жалко девушку, и он освобождает её от пут.
Испуганный приказом Периса найти похитителей его крестницы (то есть их же), Циско убивает Гампа, но прежде уговаривает того привлечь Мелвина. В результате во время ужина с семьёй Пэм возникает перестрелка, во время которой Мелвин узнаёт, что Пэм хотела бросить его по настоянию своей матери, харизматичной еврейки (Лейни Казан). После у него завязывается неловкий роман с Кейко, они пытаются сбежать, но Циско настигает их. Во всём хаосе Мелвин сталкивается с Шантель и наконец находит в себе силы разорвать их отношения. Погоня за Мелвином и Кейко заканчивается в видеомагазине, куда Мелвин в приступе честности возвращает украденную видеокассету. Позже он убивает Циско, но тот уже успевает заложить в магазине бомбу. Выбравшись наружу, Мелвин вынужден противостоять Кейко, её отцу и Перису, из-за чего он возвращается в магазин перед самым взрывом. Перис, Кейко и Джиро полагают, что он мёртв и перестают разыскивать его. Позднее показано, что Мелвин защитился от взрыва золотым щитом с изображением постера фильма, из-за которого Дзиро Ниси обанкротился. Мелвин воссоединяется с Кейко и уезжает, а Дзиро Ниси тем временем пытается снять фильм на основе похищения его дочери.

## В ролях
| Актёр              | Роль           |
| ------------------ | -------------- |
| Марк Уолберг       | Мелвин Смайли  |
| Лу Даймонд Филлипс | Сиско          |
| Кристина Эпплгейт  | Пэм Шульман    |
| Букем Вудбайн      | Кранч          |
| Антонио Сабато мл. | Винс           |
| Эвери Брукс        | Перис          |
| Чайна Чоу          | Кейко Ниси     |
| Эллиотт Гулд       | Мортон Шульман |
| Лэйни Казан        | Дженни Шульман |
| Лела Рошон         | Шантель        |
| Саб Шимоно         | Дзиро Ниси     |
| Робин Данн         | Гамп           |
| Дэнни Смит         | Продавец видео |

## Производство
«Большое дело» был снят с использованием относительно низкого бюджета, всего 13 000 000 долларов, и спродюсирован в партнёрстве с Джоном Ву, Терренсом Чангом и Уэсли Снайпсом. Съёмки проводились в Ричмонд-Хилле, Маркеме и Торонто, а также в Гамильтоне и Пикиренге, и были завершены ещё в 1996 году, но место в графике показов фильм получил только в 1998 году.

## Релиз

### Критика
Фильм получил смешанные отзывы от критиков. На сайте Rotten Tomatoes он имеет 41 % свежести.

### Сборы
Среди фильмов 1998 года фильм оказался лидером по сборам, собрав более 27 000 000 долларов в прокате.